# Sorso Calcio
Il Sorso Calcio o più comunemente Sorso è una squadra di calcio italiana e tra le più importanti della Sardegna, ha sede a Sorso in provincia di Sassari. Nella stagione 2024-2025 disputa il campionato di Seconda Categoria.

## Storia
In passato il Sorso ha militato per nove anni complessivi nel campionato Interregionale, con la storica promozione nell'annata 1984-85 in Serie C2, mantenendola per quattro anni consecutivi con ottimi risultati, prima della retrocessione e ripartenza dalla Promozione per dissesto finanziario.
Il Sorso è sempre stato una fucina di talenti, ma non solo, ecco che a dar ancor più lustro alla storia del Sorso ci fu l'ingaggio dal 1981 al 1983 come allenatore, il campione del mondo del 1962 Amarildo Tavares da Silveira.
Nella stagione 2008-2009 avrebbe dovuto prendere parte al campionato di Terza Categoria della Sardegna dopo aver rinunciato al proprio campionato di competenza, la Seconda Categoria sarda ma non è stata iscritta ad alcun campionato.
Per la stagione 2011-2012 la Romangia Sorso, militante in Prima Categoria regionale, decide di far rivivere il glorioso Sorso Calcio cambiando la sua denominazione in Sorso 1930, riprendendone così il suo corso. Nel 2015-2016 si classifica seconda nel campionato guadagnando così l'accesso alla "Coppa Promozione" per i ripescaggi in Eccellenza, venendo sconfitta dal Bosa con i risultati di 0-0 a Sorso e 2-0 in trasferta. Nella stagione 2016-2017 si classifica terza nel campionato guadagnando ancora l'accesso alla "Coppa Promozione" per i ripescaggi in Eccellenza, vincendo prima la semifinale con il Porto Rotondo per 0-2, poi perdendo per 1-0 la finale con il Guspini-Terralba. La sconfitta risulta comunque indolore poiché la squadra romangina viene ripescata nella massima competizione regionale, guadagnando l'accesso al campionato di Eccellenza per la prima volta nella propria storia.
La stagione 2017/18 in Eccellenza viene conclusa con i playoff regionali. 
La stagione 2018/19 vede il Sorso concludere il campionato al secondo posto meritandosi la finale playoff contro la Nuorese. La partita giocata al Bruno Nespoli di Olbia, termina con il punteggio di 2 a 1 per i biancocelesti che vincono la finale guadagnandosi l’accesso ai playoff nazionali per la Serie D.
Il Sorso poi perde con il Pomezia la semifinale playoff e viene così estromesso per la lotta alla serie D.
Successivamente, il Sorso non è stato iscritto per motivi finanziari al campionato di Eccellenza.
Nella stagione 2019-2020 riparte dalla terza categoria, vince il campionato venendo così promosso in Seconda Categoria, dove rimane per due stagioni. A fine torneo 2021-22, grazie al secondo posto conseguito alle spalle del Castelsardo, ottiene il ripescaggio in Prima Categoria. Al termine della stagione 2022-23 retrocede in seconda categoria, dove milita attualmente.

## Colori e simboli

### Colori
I colori sociali sono il bianco e il celeste.

## Palmarès

### Competizioni nazionali
- Campionato Interregionale: 1

1984-1985 (girone N)

### Competizioni regionali
- Promozione: 1

1980-1981 (Girone B sardo)
- Prima Categoria: 1

1962-1963 (Girone A sardo)